# (33273) 1998 HM103
1998 HM103 (asteroide 33273) é um asteroide da cintura principal. Possui uma excentricidade de 0.11351940 e uma inclinação de 12.53999º.
Este asteroide foi descoberto no dia 23 de abril de 1998 por LINEAR em Socorro.